# Monte Legnoncino
Il Monte Legnoncino è la seconda vetta del gruppo del Legnone con 1.714 m s.l.m., dopo il Monte Legnone, di cui è gemella.

## Rifugi
Sul massiccio del Legnoncino si trova il rifugio Roccoli Lorla (1463 m), nella località omonima, raggiungibile in automobile da Dervio e di proprietà del CAI Dervio.

## Itinerari

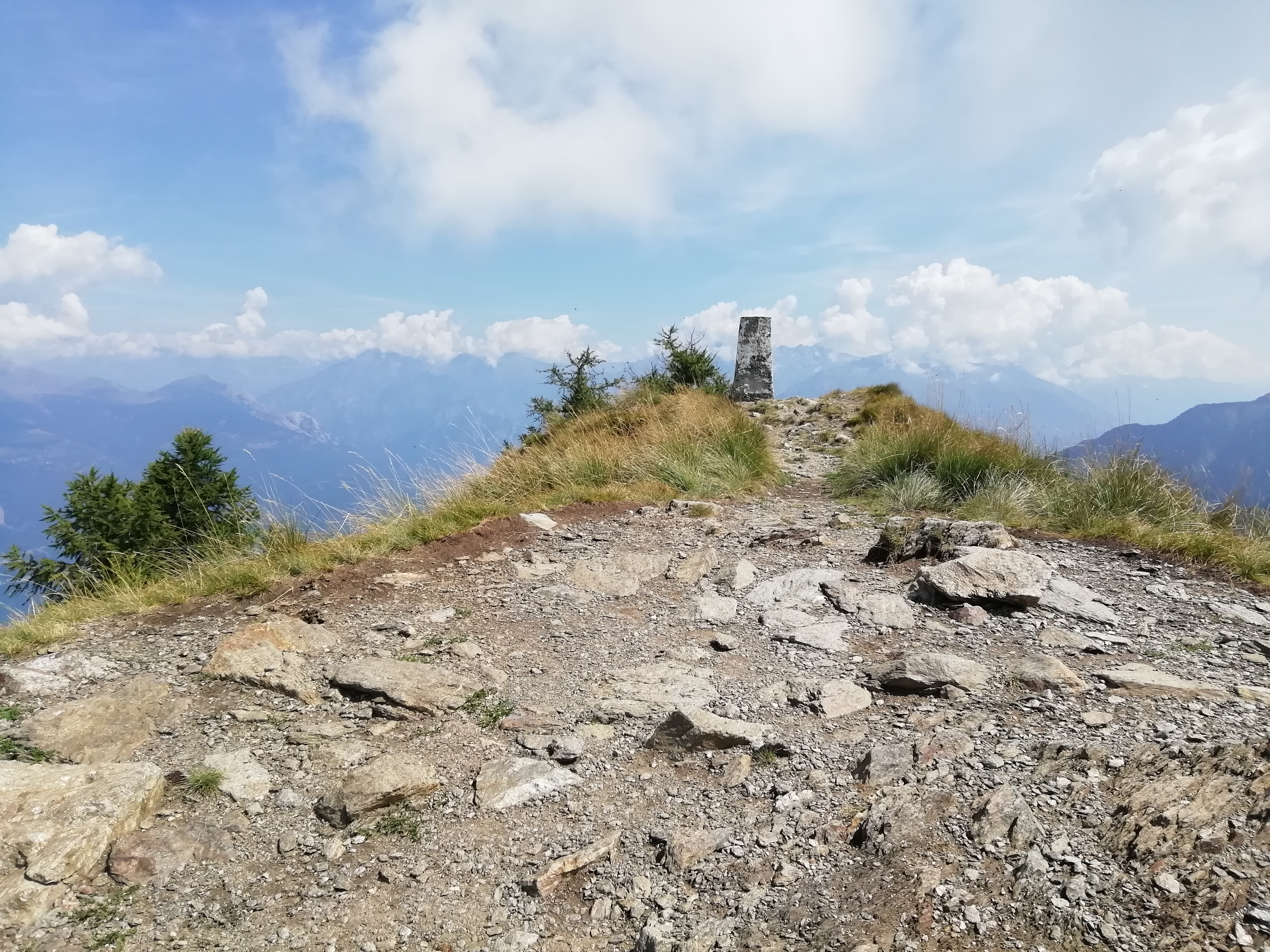
gli ultimi metri del sentiero che portano alla cima.

La via normale di salita, come per il Monte Legnone, è sul versante della Val Varrone, ha inizio dal rifugio Roccoli Lorla e sale quindi lungo il crestone ovest.
Il percorso, lungo 4 chilometri con 220 metri di dislivello, consente ad escursionisti e famiglie di raggiungere la vetta del Legnoncino in meno di un'ora.